# One More Time (canção de Daft Punk)
"One More Time" (mais uma vez, em inglês) é uma canção de Daft Punk primeiramente lançada como um single em 13 de novembro de 2000 e depois incluída no álbum Discovery de 2001. A performance vocal de Romanthony na canção é fortemente autossintonizada e comprimida. Como parte do álbum, a faixa destaca-se na introdução do filme Interstella 5555. "One More Time" continua o maior hit comercial de Daft Punk até hoje. Este por pouco foi o top nas paradas musicais do Reino Unido em 2000, atigindo a 2ª posição, e foi uma das poucas canções de Daft Punk em paradas musicais nos Estados Unidos, atingindo a 61ª posição na Billboard Hot 100. Destaca-se também no vídeo game Boogie para Wii e em SingStar para PlayStation 3. Marc Mysterio lançou uma versão cover de "One More Time" apresentando vocais de Yardi Don.

## Estrutura
"One More Time" tem como característica principal a performance vocal escrita e cantada por Romanthony.
Acredita-se que a canção contenha um sample de "More Spell on You" por Eddie Johns, mas isso não está escrito nas notas do álbum Discovery. Bangalter nega ter usado qualquer sample para a canção.

## Faixas
1. "One More Time (Short Radio Edit)" - 3:55
2. "One More Time (Radio Edit)" - 5:20
3. "One More Time (Club Mix)" - 8:00

## Desempenho nas paradas
| Parada (2000–2001)                             | Melhor posição |
| ---------------------------------------------- | -------------- |
| Austrália (ARIA)                               | 10             |
| Áustria (Ö3 Austria Top 75)                    | 7              |
| Bélgica (Ultratop 50 de Flandres)              | 6              |
| Bélgica (Ultratop 50 da Valônia)               | 7              |
| Canadá (Canadian Hot 100)                      | 1              |
| 11                                             |                |
| Finlândia (Suomen virallinen lista)            | 8              |
| França (SNEP)                                  | 1              |
| O campo songid é OBRIGATÓRIO PARA PARADA ALEMÃ | 10             |
| Irlanda (IRMA)                                 | 9              |
| Itália (FIMI)                                  | 5              |
| Japão (Billboard Japan Hot 100)                | 49             |
| Países Baixos (Dutch Top 40)                   | 11             |
| Nova Zelândia (Recorded Music NZ)              | 10             |
| Espanha (PROMUSICAE)                           | 3              |
| Suécia (Sverigetopplistan)                     | 26             |
| Suíça (Schweizer Hitparade)                    | 6              |
| Reino Unido (UK Singles Chart)                 | 2              |
| Reino Unido (UK Dance Chart)                   | 1              |
| Estados Unidos (Billboard Hot 100)             | 61             |
| Estados Unidos (Billboard Mainstream Top 40)   | 33             |
| Estados Unidos (Billboard Dance Club Songs)    | 1              |